# Universités historiquement noires

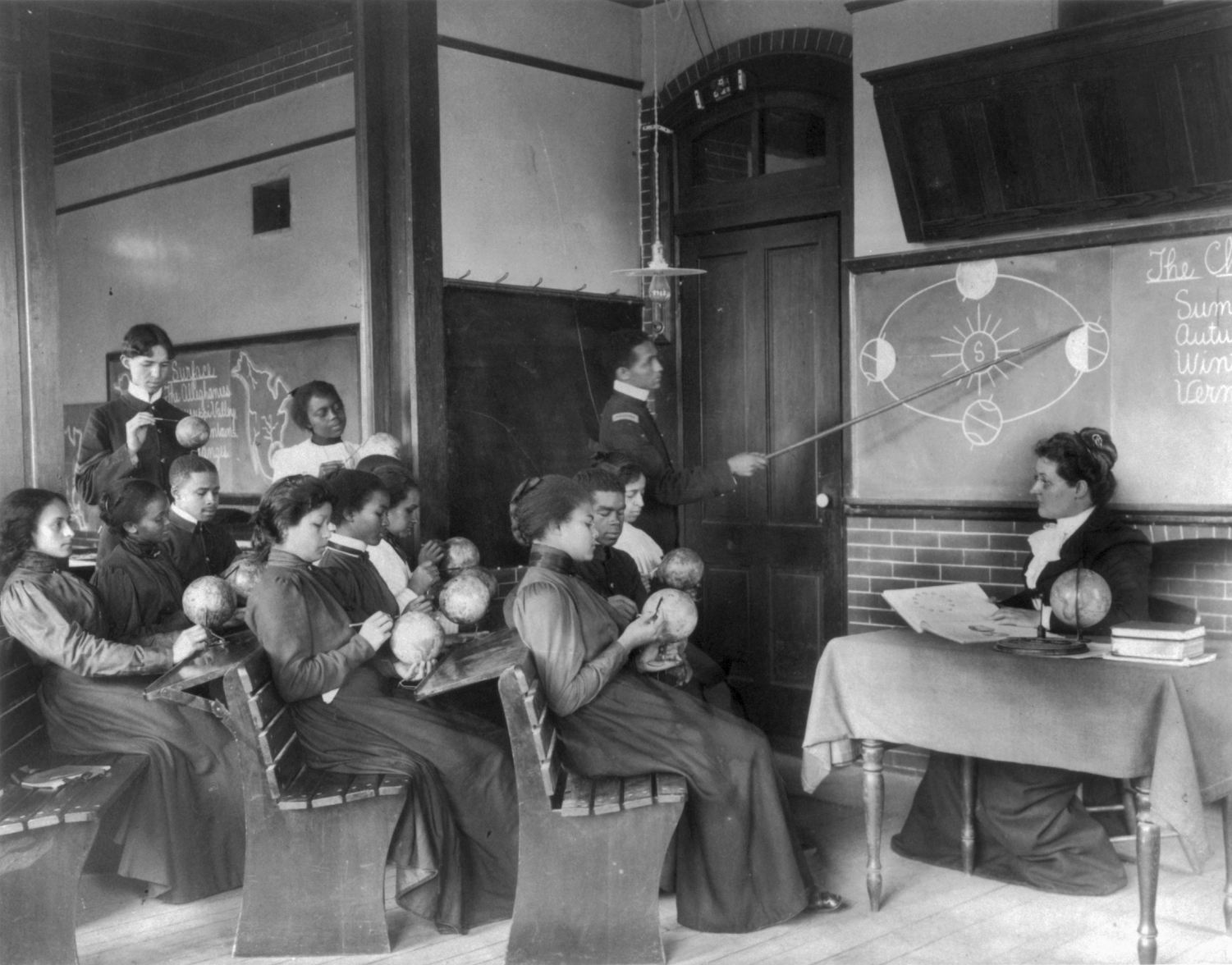
Élèves de l'université de Hampton lors d'un cours de géographie (1899).

Les universités historiquement noires (en anglais : Historically black colleges and universities, abrégé en HBCU) sont des établissements d'enseignement supérieur américains, créées avant le Civil Rights Act de 1964, ayant pour objectif de servir la communauté noire,,,. La plupart de ces institutions ont été fondées pendant la période de la Reconstruction et sont concentrées dans le sud des États-Unis.

## Histoire
La plupart de ces universités voient le jour après la guerre de Sécession, alors que les étudiants afro-américains sont bannis des campus blancs. Toutefois, l'université Cheyney de Pennsylvanie, fondée en 1837, l'université Lincoln, créée en Pennsylvanie en 1854, et l'université de Wilberforce dans l'Ohio instituée en 1856, sont fondées pour les étudiants africains-américains avant la guerre civile.
En 2017,  105 universités historiquement noires aux États-Unis, publiques ou privées accueillent des étudiants,. La plupart sont implantées dans les anciens États et territoires esclavagistes américains, à l'exception de cinq d'entre elles, la Central State University (Ohio), l'université Cheyney de Pennsylvanie, le Lewis College of Business (en) (Michigan), l'université Lincoln (Pennsylvanie), l'université de Wilberforce (Ohio), et la Western University (Kansas).
En 2018, ces universités ne scolarisent plus que 10 % des étudiants afro-américains mais sont toujours considérées comme des tremplins pour ces élèves, grâce à l'aide de fondations privées et à la perpétuation d'un sentiment de solidarité et d'appartenance à la communauté noire des États-Unis.

#### Ouvrages
- (en) Carol Ann Turkington, Historically Black Colleges and Universities, MacMillan Publishing Company, 1995, 204 p. (ISBN 978-0-02-860584-5),
- (en) Cynthia L. Jackson et Eleanor F. Nunn, Historically Black Colleges and Universities : A Reference Handbook, ABC-CLIO, 2003, 253 p. (ISBN 978-1-85109-422-6, lire en ligne),
- (en) Ravi Sinha, Hbcus Historically Black Colleges and Universities : Vestiges of Slavery, Authorhouse, 2006, 140 p. (ISBN 978-1-4259-1347-2),
- (en) Frank W. Hale Jr., How Black Colleges Empower Black Students : Lessons for Higher Education, Stylus Publishing, 2006, 231 p. (ISBN 978-1-57922-145-4, lire en ligne),
- (en) Marybeth Gasman et Christopher L. Tudico, Historically Black Colleges and Universities : Triumphs, Troubles, and Taboos, Palgrave Macmillan, 2008, 272 p. (ISBN 978-0-230-60273-1),
- (en) Charles L. Betsey, Historically Black Colleges and Universities, Taylor & Francis, 2008, 165 p. (ISBN 978-1-4128-0782-1),
- (en) Bobby L. Lovett, America's Historically Black Colleges : A Narrative History, 1837-2009 (America's Historically Black Colleges and Universities), Mercer University Press, 2011, 350 p. (ISBN 978-0-88146-215-9),
- (en) Erik F. Brooks et Glenn L. Starks, Historically Black Colleges and Universities : An Encyclopedia, Greenwood, 13 septembre 2011, 338 p. (ISBN 978-0-313-39415-7, lire en ligne),
- (en) Marybeth Gasman et Felicia Commodore, Opportunities and Challenges at Historically Black Colleges and Universities, New York, NY, Palgrave Macmillan, 2014, 316 p. (ISBN 978-1-137-48040-8),

#### Articles
- (en) « The Historically Black Colleges and Universities: A Future in the Balance », Academe, vol. 81, no 1,‎ 1995, p. 49-57 (lire en ligne),
- (en-US) M. Christopher Brown, II & James Earl Davis, « The Historically Black College as Social Contract, Social Capital, and Social Equalizer », Peabody Journal of Education, vol. 76, no 1,‎ 2001, p. 31-49 (lire en ligne),
- (en) Laura W. Perna, « The Contribution of Historically Black Colleges and Universities to the Preparation of African Americans for Faculty Careers », Research in Higher Education, vol. 42, no 3,‎ 2001, p. 267-294 (lire en ligne),
- (en) Jeanita W. Richardson & J. John Harris III, « Brown and Historically Black Colleges and Universities (HBCUs): A Paradox of Desegregation Policy », The Journal of Negro Education, vol. 73, no 3,‎ 2004, p. 365-378 (lire en ligne),
- (en) Mikyong Minsun Kim & Clifton F. Conrad, « The Impact of Historically Black Colleges and Universities on the Academic Success of African-American Students », Research in Higher Education, vol. 47, no 4,‎ juin 2006, p. 399-427 (lire en ligne),
- (en) Walter R. Allen, Joseph O. Jewell, Kimberly A. Griffin and De'Sha S. Wolf, « Historically Black Colleges and Universities: Honoring the Past, Engaging the Present, Touching the Future », The Journal of Negro Education, vol. 76, no 3,‎ 2007, p. 263-280 (lire en ligne),
- (en) Robert L. Boyd, « Historically Black Colleges and Universities and the Black Business Elite », Sociological Perspectives, vol. 50, no 4,‎ 2007, p. 545-560 (lire en ligne),
- (en) Willis A. Jones, « General Education Assessment at Private Historically Black Colleges and Universities: An Exploratory Study », The Journal of General Education, vol. 59, no 1,‎ 2010, p. 1-16 (lire en ligne),
- (en) Ivory A. Toldson, « Historically Black Colleges and Universities Can Promote Leadership and Excellence in STEM », The Journal of Negro Education, vol. 82, no 4,‎ 2013, p. 359-367 (lire en ligne),